# Guangang
Guangang är en köping i östra Kina. Den ligger i Dongzhi härad i staden Chizhou i provinsen Anhui, omkring 220 kilometer söder om provinshuvudstaden Hefei. Antalet invånare är 23 287. Befolkningen består av 11 304 kvinnor och 11 983 män. Barn under 15 år utgör 15,0 %, vuxna 15-64 år 74 %, och äldre över 65 år 9,0 %.